# Clusberg
Koordinaten: 51° 39′ 53″ N, 11° 18′ 29″ O

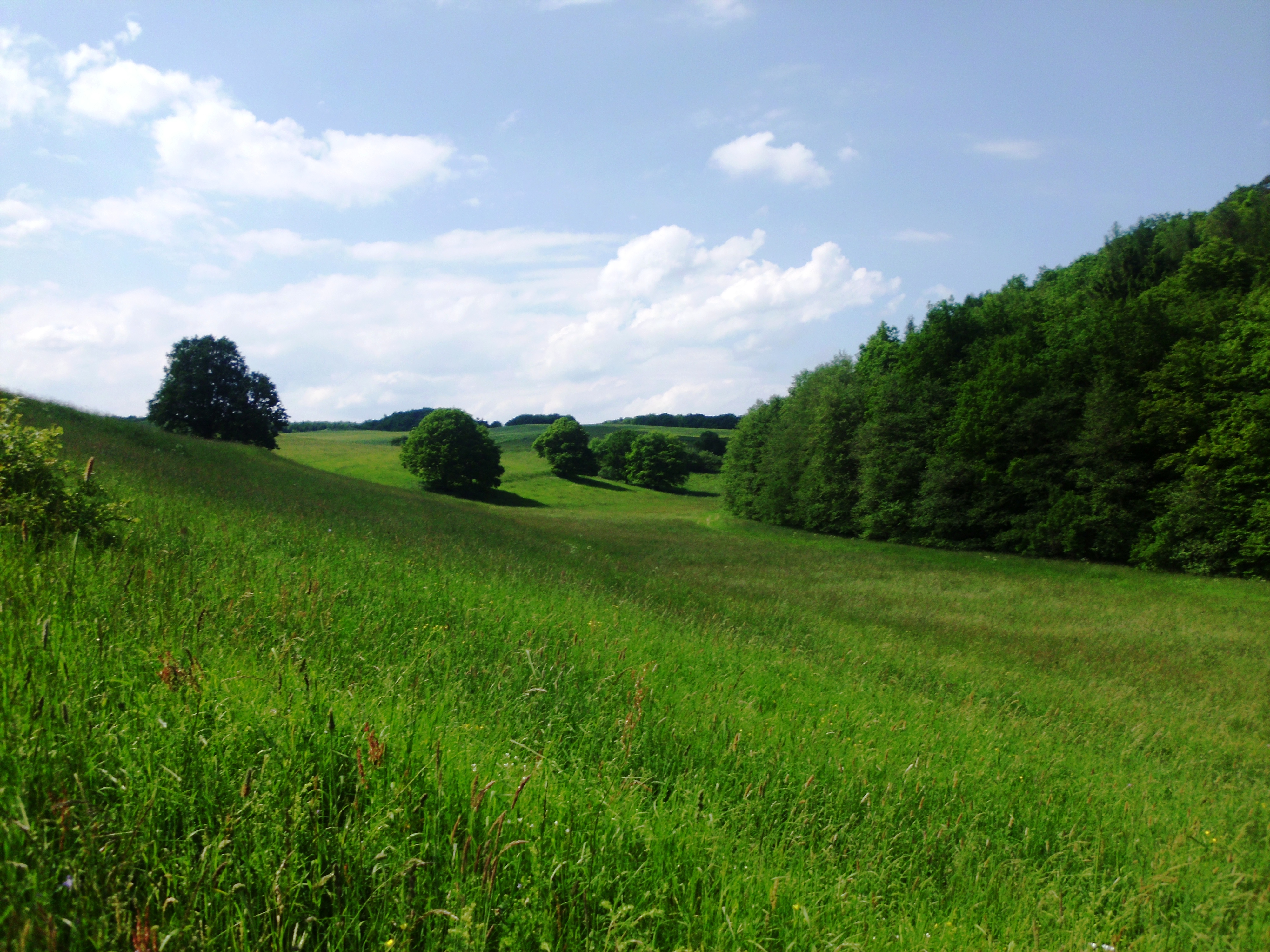
Landschaft am Clusberg

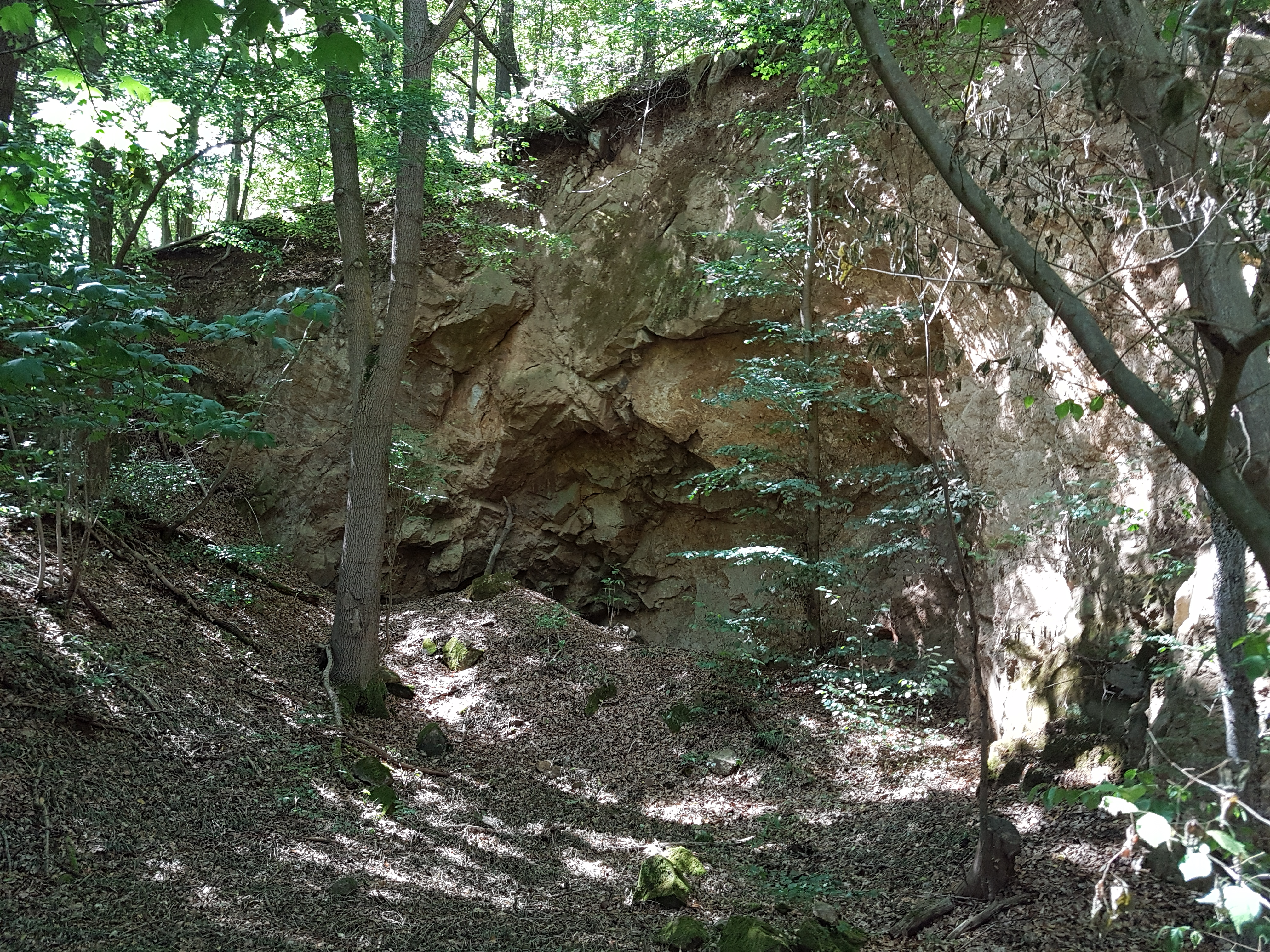
Aufschluss im Steinbruch

Der Clusberg ist ein Naturschutzgebiet in der Stadt Falkenstein/Harz im Landkreis Harz in Sachsen-Anhalt.

## Allgemeines
Das Naturschutzgebiet mit dem Kennzeichen NSG 0144 ist rund 30 Hektar groß. Das Naturschutzgebiet, das vollständig vom Landschaftsschutzgebiet „Harz und Vorländer“ umgeben ist, steht seit 1994 unter Schutz (Datum der Verordnung: 21. September 1994). Zuständige untere Naturschutzbehörde ist der Landkreis Harz.
Das Naturschutzgebiet liegt östlich des Falkensteiner Ortsteils Pansfelde am Rand des Naturparks Harz/Sachsen-Anhalt. Es stellt den Clusberg, seine nach Norden und Westen exponierten Hänge zum Ellrichstal und die überwiegend in südliche Richtungen zum Tal der Schwennecke exponierten Hänge des Clusbergs sowie eines sich nach Osten anschließenden Berges einschließlich eines kurzen Abschnitts des Tals der Schwennecke unter Schutz.

## Beschreibung
Das Naturschutzgebiet wird im Westen von Waldgesellschaften und Grünland, im Osten überwiegend von Grünland geprägt. Am Südosthang des Clusbergs stockt ein alter und ökologisch wertvoller Hainbuchenhangwald mit Ulmen und Traubeneichen. Die Krautschicht wird von Schmalblättriger Hainsimse, Hainrispengras, Maiglöckchen, Schlängelschmiele, Hainsternmiere, Goldnessel und Waldreitgras gebildet. Außerdem kommt hier die Grüne Nieswurz vor. Von der Stinkenden Nieswurz gibt es bedeutende Bestände. Am Süd- und Südwesthang stockt lichter und artenreicher Traubeneichenwald mit Elsbeere und Waldkiefer sowie am Unterhang auch Hainbuche und Winterlinde. Die Krautschicht wird hier von Echtem Schafschwingel, Nickendem Leimkraut, Ebensträußiger Margerite, Bleichem Habichtskraut und Rundblättriger Glockenblume gebildet. Außerdem kommt Färberginster vor. Der Nordhang des Clusbergs wurde in erster Linie mit Fichten aufgeforstet und befindet sich in einem naturfernen Zustand. Der in das Naturschutzgebiet einbezogene Teil des Nordhangs südlich der Schwennecke wird von Rotbuche und Hainbuche dominiert. In der Krautschicht kommen Leberblümchen, Ährige Teufelskralle und Maiglöckchen vor.
Die Plateaulagen sowie Teile der Hangbereiche werden von Bergwiesen eingenommen, die naturnah bewirtschaftet werden. Hier sind u. a. Rotes Straußgras, Echtes Labkraut, Rundblättrige Glockenblume, Gewöhnliches Ferkelkraut und Kleines Habichtskraut zu finden. Auf beweideten Flächen wachen Kammgras und Rotklee. Im Tal der Schwennecke dominieren Kohldistelwiesen, die in Bachnähe in Mädesüß-Sumpfstorchschnabel-Uferstaudenfluren übergehen. Die Schwennecke wird von Schwarzerlen begleitet.
Im Osten des Schutzgebietes befindet sich eine Streuobstwiese. Hier kommen u. a. Heidenelke, Kleine Bibernelle, Dreizahn, Mittleres Zittergras und Kleiner Wiesenknopf vor.
Das Naturschutzgebiet ist Lebensraum für verschiedene Vögel, darunter Schwarzspecht und Hohltaube sowie Neuntöter und Dorngrasmücke. Auch Wildkatze und Schlingnatter sind hier heimisch, ebenso verschiedene Fledermäuse, darunter Kleiner Abendsegler, Breitflügelfledermaus, Braunes Langohr und Zwergfledermaus.
Im Südhang des Clusbergs befindet sich ein alter Steinbruch, heute ein Geotop. Südlich des Berges liegt ein Rastplatz für Wanderer, der als Nr. 205 in das System der Stempelstellen der Harzer Wandernadel einbezogen ist. Im Nordosten grenzt das Naturschutzgebiet überwiegend an bewaldete Flächen, ansonsten herrscht Grünland vor.